# Antibacteriële coating
Een antibacteriële coating is een functionele coating met als specifieke functie het doden of afweren van bacteriën. Dit kan men doen volgens verschillende principes.

## Biocide coatings
Onder een biocide coating verstaat men een coating die bacteriën zal doden indien deze in de buurt komen van het oppervlak waar op de coating aangebracht werd. De stoffen die gebruikt kunnen worden om de biocide werking te bekomen kunnen erg verschillend zijn afhankelijk van het type bacterie die men probeert te doden. Hieronder worden enkele voorbeelden gegeven en waar deze vaak toegepast worden.

### Zilverionen
Zilver en meer specifiek de ionen van dit element zijn een van de stoffen die als biocidaal middel gebruikt kunnen worden. Een coating van enkel zilverionen heeft echter als groot nadeel dat deze gemakkelijk weg kan spoelen en om deze reden lost men vaak zilverionen op in een HDPE-coating. Om de zilverionen in makkelijk oplosbaar te maken in het HDPE worden deze vaak aan silica deeltjes gebonden.
De toepassingen van zilvercoatings zijn te vinden in verschillende sectoren. Men vindt ze bijvoorbeeld terug in de medische wereld waar deze gebruikt worden op bijvoorbeeld scalpels in het geval van een pure zilvercoating. Men vindt zilvercoatings ook bij katheters terug om te voorkomen dat er schadelijke bacteriën meegevoerd zouden worden. Hier maakt men wel gebruik van zilverhoudende HDPE-coatings om te voorkomen dat de zilverionen weggespoeld zouden worden.

### Titaniumdioxide
Titanium(IV)oxide is een ander voorbeeld van een stof die een biocide werking heeft. Deze werking berust op de reactie van het titaniumdioxide met uv-licht door een proces dat fotokatalyse genoemd wordt. Dit maakt coatings van titaniumdioxide erg geschikt voor gebruik in de voedingsindustrie. De coating zal door de afwezigheid van uv-licht in het menselijk lichaam immers geen werking meer hebben wanneer deze geconsumeerd zou worden. Hierdoor vormt deze coating ook geen gevaar voor de darmflora, maar houdt deze wel schadelijke bacteriën weg van het voedsel buiten het lichaam.